# Вторжение на Доминику (1761)
Вторжение на Доминику (анг. Invasion of Dominica) — британская военная экспедиция против французского острова Доминика в июне 1761 года во время Семилетней войны.

## Предыстория
К концу 1760 года британское завоевание Канады было завершено, и большое число британских войск остались без дела в Северной Америке. Уже в январе 1761 года Уильям Питт сообщил Амхерсту, что часть его войск может потребоваться осенью для завоевания Доминики, Сент-Люсии и Мартиники. Амхерст должен был немедленно отправить 2000 человек на Гваделупу, который уже была в руках англичан. Кроме того, Амхерсту пришлось выделить ещё 6000 человек позже для захвата Мартиники.

## Десант

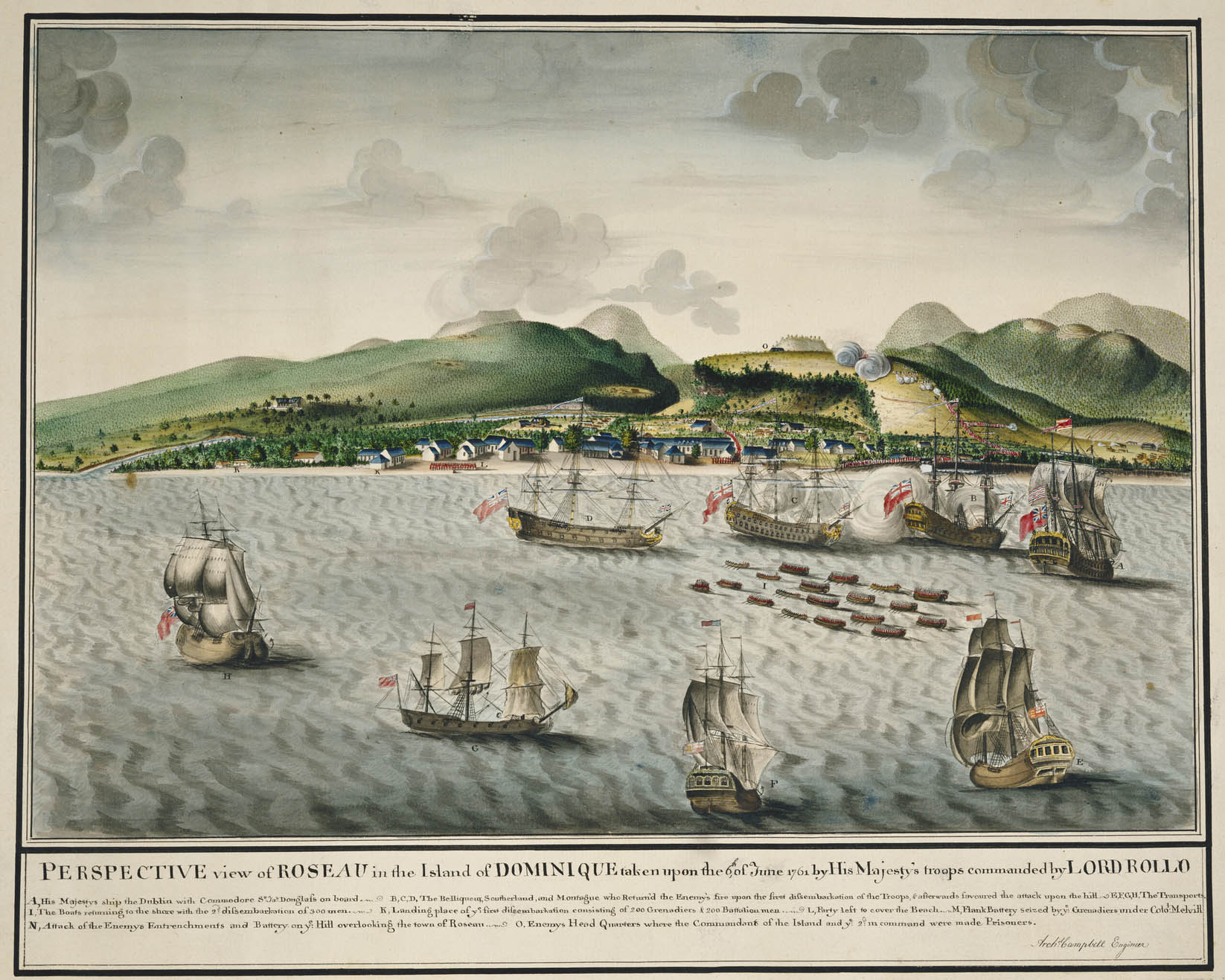
Британский десант в Розо, 6 июня 1761 г.

В первые дни июня 1761 года транспорты, шедшие из Америки, из-за шторма, разогнавшего флот, стали поодиночке приставать к берегам Гваделупы. К 3 июня четыре корабля прибыли вместе с лордом Ролло, который был назначен Амхерстом командующим экспедиции.
4 июня британские корабли, под охраной эскадры сэра Джеймса Дугласа, выдвинулись к Доминике. Британские силы включали отряд из гарнизона Гваделупы (300 человек), горцев (400 человек), 22-й пехотный полк и 94-й пехотный полк.
6 июня, в полдень, британские силы прибыли к Розо и предложили жителям города сдаться. Французы ответили огнём своей батареи и заняли подготовленные позиции — четыре отдельных линии окопов. Ролло высадил десант и вошёл в город. Опасаясь, что французы могли контратаковать с наступлением темноты, он решил, что следует немедленно штурмовать окопы. Лобовая атака ошеломила французов, и британцы заняли окопы с мизерными потерями. Французский командир и его адъютант были взяты в плен, после чего сопротивление прекратилось. 7 июня Доминика присягнула королю Георгу.

## Последствия
В отличие от Гваделупы и Мартиники, Доминика не была возвращена Франции после Парижского договора 1763 года. Французы вновь заняли остров во время американской войны за независимость между 1778 и 1783 годами, после чего был возвращён британцам. Он оставался в руках англичан до обретения независимости в 1978 году.